# سدریک اروه
سدریک اروه (فرانسوی: Cédric Hervé‎؛ زادهٔ ۱۴ نوامبر ۱۹۷۹) دوچرخه‌سوار اهل فرانسه است.